# This Will Be Our Little Secret
This Will Be Our Little Secret — самостоятельно выпущенный в 2005 году мини-альбом американской пост-хардкор группы Vanna.

## Об альбоме
This Will Be Our Little Secret был записан 25 июля 2005 года на студии Echo Room Productions. Тираж составил не более 200 экземпляров. Оформлением EP занимался гитарист группы Николас Ламберт (Nicholas Lambert).

## Список композиций
| № | Название                           | Длительность |
| - | ---------------------------------- | ------------ |
| 1 | I Am the Wind, You Are The Feather | 2:46         |
| 2 | Magnetic Knives                    | 2:28         |
| 3 | City Boys...Goddamn!               | 2:22         |
| 4 | A Dead Language For A Dying Lady   | 3:24         |
| 5 | Red Hands, Blue River              | 2:18         |

## Участники записи
- Джо Брагел (Joe Bragel) — вокал
- Николас Ламберт (Nicholas Lambert) — гитара, вокал
- Эван Фармакис (Evan Pharmakis) — гитара, вокал
- Шон Маркис (Shawn Marquis) — бас-гитара
- Брэндон Дэвис (Brandon Davis) — ударные